# ADN polimerasa II
L'ADN polimerasa II (també coneguda com a ADN Pol II o Pol II) és una ADN-polimerasa procariòtica dependent d'ADN codificada pel gen polB.
L'ADN polimerasa II és una proteïna de 89,9 kDa i forma part de la família B de polimerases d'ADN. Va ser aïllada per primera vegada per Thomas Kornberg el 1970, i caracteritzada pocs anys més tard. La funcionalitat in vivo de Pol II està sota debat, així i tot, el consens científic mostra que la Pol II està principalment implicada com a enzim de revisió o suport en la replicació de l'ADN dels procariotes. L'enzim té capacitat de síntesi d'ADN 5′→3′ així com activitat exonucleasa de segona lectura 3′→5′. L'ADN Pol II interacciona amb múltiples factors comuns amb l'ADN Pol III per tal de realçar la seua fidelitat i processivitat.

## Història
L'ADN polimerasa I va ser la primera polimerasa d'ADN dependent d'ADN a ser aïllada en E. coli. Molts estudis amb aquest enzim van indicar que l'ADN pol I estava més probablement implicada en la reparació de la replicació i que no era la polimerasa replicativa (o replicasa) principal. Per tal d'entendre millor la funció in vivo de l'ADN pol I, mutants d'E. coli deficients en aquest enzim (anomenats Pol A1−) van ser generats el 1969 per De Lucia i Cairns. Com s'esperava, aquesta soca mutant nova era més sensible a la llum ultraviolada, corroborant la hipòtesi que l'ADN pol I estava implicada en la reparació de la replicació. El mutant creixia a la mateixa velocitat que la soca salvatge, indicant l'existència d'un altre enzim responsable de la replicació de l'ADN. Va continuar amb l'aïllament i caracterització d'aquesta nova polimerasa implicada en la replicació semiconservativa de l'ADN, en paral·lel amb estudis de diversos laboratoris. La polimerasa nova va ser anomenada ADN polimerasa II i per un temps es va pensar que era l'enzim principal en la replicació d'E. coli. L'ADN pol II va ser cristal·litzada per primera volta per Anderson et al. el 1994.

## Estructura i Funció

### Estructura general
L'ADN Pol II és una proteïna de 89,9 kDa, composta de 783 aminoàcids, que està codificada pel gen polB (dinA). És una proteïna globular el monòmer de la qual és funcional, mentre que moltes altres polimerases han de formar-hi complexos. Hi ha tres regions principals d'aquest monòmer referides col·loquialment com el palmell, els dits i el polze. Aquesta “mà” es tanca al voltant d'una cadena d'ADN. El palmell del complex conté tres residus catalítics que es coordinen amb dos ions bivalents metàl·lics per tal que la reacció de polimerització tinga lloc. L'ADN Pol II es troba en una quantitat alta de còpies en la cèl·lula, al voltant de 30 o 50, mentre que els nivells d'ADN Pol III en una cèl·lula són cinc voltes menors.

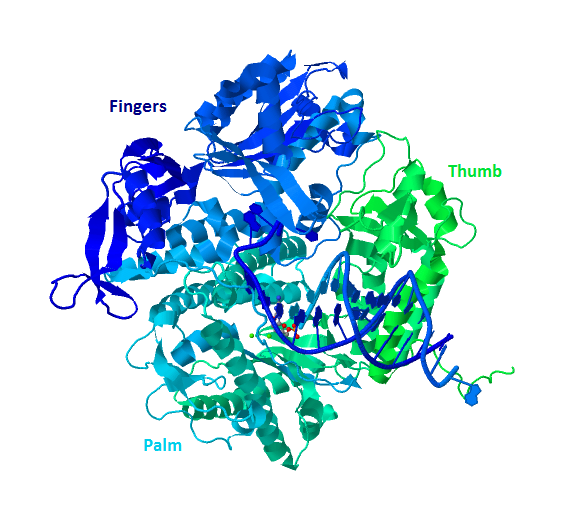
Estructura general de la "mà" d'una polimerasa del grup B (Basada en l'entrada del PDB 3NCI)

### Semblança estructural a Altre Grup B Polimerases
La majoria de les polimerases han sigut agrupades en les famílies d'acord amb similituds en la funció i l'estructura. L'ADN Pol II pertany al Grup B juntament amb les DNA Pol humanes α, δ, ϵ, i ζ. Són totes homòlogues de RB69, 9°N-7, i Tgo. La resta dels membres del grup B tenen com a mínim una altra subunitat, cosa que fa l'ADN Pol II única.

### Funció primària en la cèl·lula

#### Confirmada
Totes les polimerases estan implicades en la replicació de l'ADN a algun nivell, sintetitzant cadenes d'àcids nucleics. La replicació de l'ADN és un aspecte vital de la proliferació d'una cèl·lula. Si no replica el seu ADN, una cèl·lula no pot dividir-se i compartir la seua informació genètica a la progènie. En els procariotes, com ara E. coli, l'ADN Pol III és la polimerasa essencial implicada en la replicació de l'ADN. Mentre que l'ADN Pol II no és un factor important en la replicació, té altres funcions.
L'ADN Pol II sí que participa en la replicació de l'ADN. Enacar que no és tan ràpida com l'ADN Pol III, té algunes habilitats que la converteixen en un enzim eficaç. Aquest enzim té associada una activitat exonucleasa 3′→5′ juntament amb una activitat primasa. L'ADN Pol II és un enzim de fidelitat alta amb un índex d'error de substitució de ≤ 2×10−6 i un índex d'error de desplaçament -1 de la pauta de lectura de ≤ 1×10−6. L'ADN Pol II pot revisar i processar malaparellaments ocasionats per la Pol III. Banach-Orlowska et al. van mostrar que l'ADN Pol II participa en la replicació però depén de quina cadena i que preferiblement replica la cadena retardada. Un mecanisme proposat suggereix que quan l'ADN Pol III s'atura o esdevé no-funcional, llavors l'ADN Pol II és capaç de ser reclutada específicament al punt de replicació i continuar-la.
Hi ha moltes maneres diferents que ADN pot ser fet malbé, des de dany per radiació UV o per oxidació, així que és lògic que hi haja diferents tipus de polimerases per a reparar aquests danys. Una funció important que l'ADN Pol II té és la reparació dels enllaços entrecreuats entre cadenes. Aquests enllaços són causats per substàncies químiques com la mostassa de nitrogen i el psoralèn que crea lesions citotòxiques. Reparar aquestes lesions és difícil perquè ambdues cadenes d'ADN han sigut fetes malbé per l'agent químic i per això la informació genètica en ambdues cadenes és incorrecta. El mecanisme exacte de com aquests enllaços entrecreuats entre cadenes són reparats encara s'està investigat, però se sap que la Pol II hi està implicada.

#### Activitat proposada
L'ADN Pol II no és la polimerasa més estudiada, així que hi ha moltes funcions proposades les quals són probables però no romanes sense ser confirmades:
- Reparació de l'ADN fet malbé per irradiació d'UV
- Represa de la replicació en E. coli irradiades amb UV.
- Mutagènesi adapatativa
- Supervivència a llarg termini

## Mecanisme

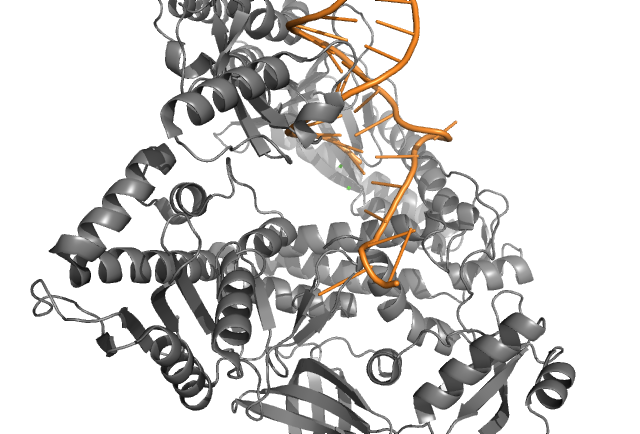
Centre actiu de reparació en l'ADN Polimerasa II (ID de PDB: 3K5M)

Durant la replicació de l'ADN, els parells de bases són susceptibles a canviar en la seqüència. Una seqüència d'ADN alterada pot causar una parada en la replicació. Per tal d'arreglar un error en la seqüència, l'ADN Pol II catalitza la reparació de parells de bases de nucleòtids. El domini N-terminal de l'ADN Pol II és responsable de l'associació i dissociació de la cadena d'ADN a la subunitat catalítica. Hi ha probablement dos llocs en el domini N-terminal de l'ADN Pol II que reconeixen ADN de cadena simple. Un lloc és responsable del reclutament de l'ADN de cadena simple a l'ADN Pol II i un altre lloc és responsable de la dissociació de l'ADN de simple cadena de la Pol II.

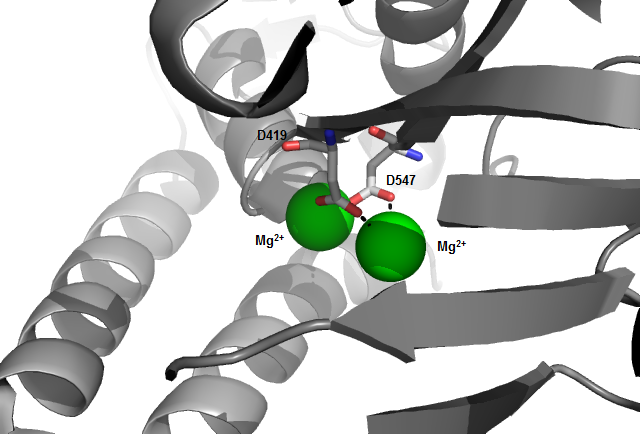
Centre actiu de l'ADN Pol II (ID de PDB: 3K5M)

### Mecanisme catalític
En unir el substrat, l'ADN Pol II uneix nucleòsids trifosfats per a mantenir estructura de l'ADN mantinguda per ponts d'hidrogen. El correcte dNTP és llavors unit i el complex enzimàtic experimenta canvis conformacionals de subdominis i residus d'aminoàcids. Aquests canvis conformacionals permeten que l'índex de síntesi de reparació puga ser ràpid. El centre actiu conté dos ions Mg2+ que són estabilitzats per dos àcids aspàrtics catalítics, D419 i D547. Els ions de magnesi s'uneixen a l'ADN juntament amb dNTP en la conformació oberta i canvis conformacionals de residus d'aminoàcids del centre actiu perquè la catàlisi tinga lloc (conformació tancada). Després que els ions de magnesi són alliberats, l'enzim retorna a la seua conformació oberta.

## Polimerasa eucariòtica versus la procariòtica

### Polimerasa procariòtica

#### Relació funcional de l'ADN Polimerasa III i IV
L'ADN Polimerasa II forma part de la família B de polimerases i ajuda a la III en la replicació de l'ADN des de l'extrem 3′ al 5′. En el cas que la Polimerasa III s'ature per un error en la Polimerasa II pot interrompre i escindir les bases mal aparellades. La Pol II té una fidelitat molt més alta que la Pol III, cosa que vol dir que és molt menys probable que cause malaparellaments. Sense la segona lectura de la Pol II, la Pol III estendria els malaparellaments i resultaria en una mutació.
A més de protegir de mutacions que podrien ser causada per la Polimerasa III, la Polimerasa II protegeix contra les mutacions causades per la Polimerasa IV. La Pol IV és molt més propensa a l'error que la Pol II però també repara malaparellaments de parells de bases començant per l'extrem 3′. La Pol II protegeix l'extrem 3′ de la Pol IV i evita que actue. Aquesta protecció impedeix la formació de mutacions mentre la Pol II funcione normalment. Si la Pol II de Polimerasa és eliminada per una mutació o inactivada per altres factors, la Polimerasa IV prendrà el seu lloc per a reparar els malaparellaments de bases.

### Polimerasa eucariòtica

#### Funció i relació amb les polimerases eucariotes
Mentre que la Polimerasa II no funciona de manera natural amb els membres eucariòtics de la família B, sí que comparteix motius estructurals i funcionals similars. Els membres de la família B inclouen les polimerases α, ε, ζ, i δ. Totes aquestes s'ocupen de revisar les cadenes d'ADN acabades de sintetitzar en direcció 3′→5′. Aquestes polimerases són capaces de sintetitzar ADN en ambdues cadenes, la líder i la retardada. Aquesta classe de polimerasa tendeix a ser molt acurada, cosa que els permet corregir qualsevol malaparellament que ocorre durant la síntesi d'ADN.

## Regulació
L'ADN Polimerasa II és abundant de manera natural en la cèl·lula, superant fins a cinc voltes més la quantitat de Pol III. L'abundància més gran permet a la Pol II substituir la Pol III en el cas de malaparellaments. Aquesta quantitat pot ser augmentada arran de la resposta SOS, la qual augmenta l'expressió del gen polB gen perquè la quantitat de Pol II de Polimerasa es multiplique set vegades. Tot i que la Polimerasa II pot treballar en ambdues cadenes, s'ha demostrat que prefereix la cadena líder sobre la cadena retardada.